# Кгалема Мотланте
Кга́лема Пе́трус Мотла́нте (афр. Kgalema Petrus Motlanthe [ˈkxɑ.lɪ.mɑ mʊ.ˈtɬʼɑ.n.tʰɛ]; нар. 19 травня 1949, Боксбург, ПАС) — чинний віцепрезидент ПАР і віцепрезидент АНК. Перший тсваномовний президент ПАР.

## Біографія
- 1977–1987 — відбував 10-річне ув'язнення на острові-в'язниці Роббен.
- 1992–1997 — генеральний секретар Національної спілки гірників.
- 1997—2007 — генеральний секретар АНК.
- З 2007 року — віцепрезидент АНК.
- З 20 травня 2008 року — депутат Парламенту ПАР і міністр ПАР без портфеля.
- З 25 вересня 2008 року по 9 травня 2009 року — Президент ПАР.
- 9 травня 2009 року президентом ПАР став Джейкоб Зума, Мотланте зайняв пост віцепрезидента.

## Особисте життя
Мотланте розлучений зі своєю першою дружиною Мапулою Мотланте, яка працювала рентгенологом у лікарні «Лератонг» у Йоганнесбурзі. Вони розійшлися, перш ніж він став президентом ПАР. Наразі Кгалема перебуває у відносинах з підприємицею Гугу Мцхалі з якою проживає в орендованому особняку в Хугтоні, передмісті Йоганнесбурга.